# 蒙大那似骨鮡
蒙大那似骨鮡，為輻鰭魚綱鯰形目骨鮡科的其中一種，為熱帶淡水魚類，分布於亞洲印度西孟加拉邦Tripura、阿薩姆邦大吉嶺淡水流域，體長可達4.8公分，棲息在水流湍急的溪流底層水域，生活習性不明。

## 扩展阅读
維基物種上的相關：蒙大那似骨鮡